# فلج الجيلة

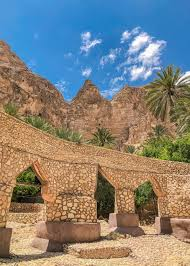
فلج الجيلة في نيابة طيوي

فلج الجيلة هو إحدى الأفلج التراثية في في طيوي في ولاية صور في سلطنة عمان. وتعتبر الفلج من الموروثات الحضارية ومن التراث العالمي. وتتميز ولاية صور بمواقعها الخلابة في السهول والجبال، ويعتمد أهلها، ولا سيما في المناطق الجبلية، على مياه الأفلاج، حيث يوجد بالولاية (107) فلج. ويعتبر فلج «الجيلة» من الأفلاج العينية، ويتغذى من وادي شاب بنيابة طيوي، وهو المصدر الرئيسي لمياه البلدة. ويبلغ طول قناته (161) متراً، وهي عبارة عن قناة مكشوفة تبدأ من المنبع وتنتهى بحوض تجميع المياه، وتقع بمحاذاة الجبل وعلى ارتفاع كبير، ويمتاز هذا الفلج بأنه ينبع من منطقة صخرية صماء من صخور الحجر الجيري الثلاثي، وتتميز مياهه بالنقاوة حيث تبلغ الموصلية الكهربائية للمياه (378 ميكروسيمنز سم) فقط، بينما الرقم الهيدروجيني للمياه هو (7.87) ودرجة حرارة الماء تصل إلى (29) درجة مئوية.
نظرا لأهمية الفلج تاريخياً وتراثيا ونيله شهرةً عالميةً واسعةً .. فقد أقدمت منظمة اليونسكو إلى ضم هذا الفلج إلى قائمة التراث العالمي وذلك في شهر يونيو من عام ٢٠٠٦م ، وأصبح من ضمن المعالم التراثية والحضارية التي تندرج تحت هذه القائمة .